# クロックタワーシリーズ
クロックタワーシリーズ（Clock Tower Series）は、ヒューマンによって開始されたホラーゲームシリーズ。生みの親は河野一二三。タイトルの「クロックタワー」は、一作目の舞台となる館が時計塔をシンボルとしており、「近隣に住む人々から「時計塔屋敷」という別名で呼ばれていた」という設定に由来する。ヒューマンの倒産後はサンソフトが権利を継承している。

## 概要
閉鎖空間を舞台に、特殊能力や戦闘能力を持たない非力な少女を主な主人公とし、不死身の殺人鬼、とりわけ巨大なハサミを凶器とする追跡者から逃走することがファクターとなっている。主人公は逃げ隠れするしか身を守る手段が無く、また、操作方法もマウスポインタでオブジェクトをクリックする間接的なものであり、敵を倒す術や直接的なアクションを持てない「追われる恐怖」を描く作品であった。また、マルチエンディングを採用しており、プレイヤーの行動に応じて物語の展開や結末、主人公を含む登場人物の生死が分岐する。
三作目の『ゴーストヘッド』は平田豊ら新スタッフによる開発で河野は関わっておらず、システムのベースそのものは旧作を踏襲しつつ「主人公が攻撃的な別人格を宿し銃器で敵を撃退する」という異なる方向性を加えた作品となった。ヒューマン倒産後に発売された四作目『クロックタワー3』はカプコンとフラグシップによる開発となり、クリック制を廃したバイオハザード的なアクション操作、閉鎖空間に限らない開けた舞台、マルチエンディングを廃した完全一本道のストーリー、特殊能力を持った主人公による追跡者との対決、犠牲者の霊の浄化と癒しなどファンタジー的設定と言ったような、従来とかけ離れた要素で構成された全くの別作品と化した。
その後、『3』の路線を継いだ『DEMENTO』が発売されたが、こちらはクロックタワーのタイトルは冠しておらずシリーズにも含まれていない。
当時、日本国外では初代は発売されず、『2』が『CLOCK TOWER』として発売され、『ゴーストヘッド』が二作目『CLOCK TOWER II』のタイトルで発売された。そのため、日本と海外でナンバリングが一致しているのは『3』のみである。
『3』以降に正当なシリーズ作品は出ていないが、下記のような同コンセプト作品や精神的続編は製作されている。河野は、機会があれば初代同様の2Dクリック方式で同路線のゲームを再び作りたいと語っている。

## シリーズ一覧
| 1995 | クロックタワー               |
| 1996 | クロックタワー2              |
| 1997 |                              |
| 1998 | クロックタワーゴーストヘッド |
| 1999 |                              |
| 2000 |                              |
| 2001 |                              |
| 2002 | クロックタワー3              |
| 2003 |                              |
| 2004 |                              |
| 2005 |                              |
| 2006 |                              |
| 2007 |                              |
| 2008 |                              |
| 2009 |                              |
| 2010 |                              |
| 2011 |                              |
| 2012 |                              |
| 2013 |                              |
| 2014 |                              |
| 2015 |                              |
| 2016 |                              |
| 2017 |                              |
| 2018 |                              |
| 2019 |                              |
| 2020 |                              |
| 2021 |                              |
| 2022 |                              |
| 2023 |                              |
| 2024 | クロックタワー・リワインド   |

- クロックタワー（1995年9月14日、SFC、Win95、PS、NP、WS、VC、GA、Win7）
  - クロックタワー・リワインド（2024年10月31日、PS5、PS4、Switch、XSX、Win）
- クロックタワー2（1996年12月13日、PS、GA）
- クロックタワーゴーストヘッド（1998年3月12日、PS、GA）
- クロックタワー3（2002年12月12日、PS2）

## 関連作品
シリーズには含まれないが、本シリーズのコンセプトを継承している作品。
- DEMENTO - 『クロックタワー3』の続編となる予定だった作品。後にタイトル変更し、システムなどを継承・発展させている。
- ナイトクライ - 製作者・河野一二三が自ら精神的続編として開発した作品。内容自体は本シリーズとは無関係だが、大ハサミを持った殺人鬼や非力な主人公の閉所での逃走劇といったファクターは共通しており、ゲームシステムも3D空間を舞台に従来のクリック方式で進めるものとなっている。
- Remothered: Tormented Fathers（英語版） - 本シリーズにインスパイアされた作品で、開発者自身も「『クロックタワー』を現代に蘇らせたようなゲーム」と語っている[2]。元々は開発者自身が2000年代から個人制作として企画を進めていたクロックタワーの非公式リメイク的作品であり、数度の企画変更を経てオリジナルのコンシューマーゲームとして開発に至った[3]。三部作とされており、続編として『Remothered: Broken Porcelain（英語版）』が存在するが、三作目が発売される事なく開発者は降板した。